# Мочвара (ТВ серија)
Мочвара српска је трилер-драмска телевизијска серија. Претпремијера прве две епизоде серије је одржана на Сарајевском филмском фестивалу. Премијера серије била је 6. септембра 2020. на каналу Суперстар ТВ и 12. септембра 2020. на каналу РТС 1.

## Радња
У узаврелом граду Београду манијак на изузетно суров, ритуалан начин убија три жене. Жртве спаја слободоуман стил живота, и то што су мајке синова. Синова који немају очеве. Деце која одбијају да говоре. Напета полицијска потрага за манијакалним серијским убицом трајаће 10 епизода и откриће мрачне тајне из прошлости, а јунаке увући у спирале превара, лажи и трагичних животних искушења.
Серија прати инспектора Николу (Горан Богдан), бившег хулигана, који мора да се суочи са својом мрачном прошлошћу и свим њеним тајнама како би открио манијакалног убицу. Што му је ближи у истрази, то је сигурнији да њега и убицу нешто суштински повезује. Ово је прича о греху и жудњи, о љубави и мржњи, ово је прича о пријатељству која почива на злочину и тајнама. Исто тако, ово је прича о људима који су истовремено спаситељи и мучитељи, жртве и џелати. Ово је најзад и прича о једном граду који лагано тоне у мочвару своје прошлости.

## Улоге

### Главне
- Горан Богдан као Никола Крсмановић
- Стефан Трифуновић као Бобан Марковић
- Јана Бјелица као Милка Бјелић (сезоне 1−2)
- Марта Бјелица као Маја Крсмановић (главни: сезона 1; епизодни: сезоне 2−3)
- Борис Исаковић као Васа Марјанов (сезона 1)
- Роберт Ожвар као Атила Варга (сезона 2)
- Ненад Стојменовић као начелник Душан (сезона 2)
- Дејан Дедић као Лазар Милошевић (главни: сезона 3; епизодни: сезоне 1−2)
- Пеђа Марјановић као Милош Скочајић (сезона 3)
- Јелисавета Теодосић као Светлана Страјнић (сезона 3)

### Епизодне
| Глумац                 | Улога                       |
| ---------------------- | --------------------------- |
| Јана Милосављевић      | Тијана Маринковић           |
| Матеа Милосављевић     | Бисерка Дашић "Беба"        |
| Марко Јањић            | Филип Татић                 |
| Зорана Бећић Ђорђевић  | Борка Татић                 |
| Ања Ђорђевић           | Срна Татић                  |
| Анђела Јанковић        | Андреа Тошић                |
| Ненад Хераковић        | Радош                       |
| Бранислав Томашевић    | Тадија Боснић               |
| Бранислав Јерковић     | Матија Перић                |
| Небојша Циле Илић      | Божа Тошић                  |
| Милена Предић          | Сања Тошић                  |
| Ања Јовановић          |                             |
| Арсеније Арсић         |                             |
| Андрија Марковић       | Радош (млађи)               |
| Јован Симеуновић       |                             |
| Андрија Стојић         |                             |
| Маја Чампар            | Марта                       |
| Исидора Минић          | Смиљана Чолић "Цока"        |
| Бојана Стефановић      | Тамара Милић                |
| Данијела Врањеш        | Душица                      |
| Радмила Томовић        |                             |
| Дубравка Ковјанић      |                             |
| Јована Беловић         |                             |
| Вукашин Ранђеловић     |                             |
| Огњен Јовић            |                             |
| Петар Милићевић        |                             |
| Ана Петровић           |                             |
| Ивана Живковић         |                             |
| Вук Костић             | Данијел Кинаковић "Кинез"   |
| Бојан Жировић          | Милан Станковић "Микац"     |
| Слободан Нинковић      | Миле Земунац                |
| Сара Климоска          | Елена                       |
| Соња Колачарић         | Марија Гарчевић             |
| Милош Тимотијевић      | Жељко Гарчевић              |
| Ања Павићевић          | Ана Гарчевић                |
| Марко Јанкетић         | Срђан Каран                 |
| Лидија Кордић          | Лидија Гарчевић             |
| Катарина Марковић      | Бојана Каран-Кораћ          |
| Мухамед Хаџовић        | Александар Сале Кораћ       |
| Андреј Њежић           | Петар Кораћ                 |
| Огњен Малушић          | Михајло                     |
| Милица Филић           | Ђурђа                       |
| Андреј Шепетковски     | Света                       |
| Марко Марковић         | Бане                        |
| Милица Грујичић        | Миљана                      |
| Жужана Калмар          | Атилина мајка               |
| Сања Моравчић          | Драга                       |
| Сања Микитишин         | Марина                      |
| Атила Гириц            | Јанош Варга                 |
| Јана Ивановић          | Катарина                    |
| Габор Месарош          | Ференц Берат                |
| Драган Мићановић       | Ненад Драговић              |
| Силвија Крижан         | власница хостела            |
| Ксенија Репић          | Вера                        |
| Неђо Осман             | Анђелко Симић Сими          |
| Золтан Деваи           | Нандор Варга                |
| Душан Јакишић          | Тихомир Крсмановић          |
| Драгана Ћирић          | Олгица Крсмановић           |
| Срђан Милетић          | Предраг Кораћ               |
| Анита Огњановић        | Бартендер                   |
| Јана Ивановић          | Катарина                    |
| Нинослав Ђорђевић      | Мирко                       |
| Божидар Зубер          | Мијат                       |
| Светлана Бојковић      | Даница Крсмановић           |
| Дубравка Ковјанић      | Нина                        |
| Нина Нешковић          | Анђела                      |
| Нада Шаргин            | Катарина                    |
| Миона Марковић         | Маријана                    |
| Андреј Милићевић       | Гаврило                     |
| Милица Михајловић      | Смиљана                     |
| Урош Јаковљевић        | Аца                         |
| Милутин Милошевић      | Андреј                      |
| Ива Милановић          | Софија                      |
| Јасмина Аврамовић      | Љиљана                      |
| Борис Миливојевић      | бармен Горан                |
| Бојана Зечевић         | Јелена                      |
| Филип Хајдуковић       | Вид                         |
| Денис Мурић            | Милутин                     |
| Миња Пековић           | Јелена                      |
| Дејан Тончић           | Слоба                       |
| Радоје Чупић           | Синиша                      |
| Ненад Пећинар          | Зоран Лековић               |
| Ана Франић             | Љубинка                     |
| Олга Одановић          | Мира                        |
| Реља Мандал            | дечак Синиша                |
| Тамара Драгичевић      | Слађана                     |
| Ненад Гвозденовић      | Милкин отац                 |
| Ана Мандић             | Татјана                     |
| Јован Белобрковић      | Мики                        |
| Војислав Брајовић      | Адам Деверовић              |
| Вахидин Прелић         | Игор                        |
| Тања Бошковић          | Мелина                      |
| Кристина Јаковљевић    | Милкина мајка               |
| Бранислав Видаковић    | Деда                        |
| Мирко Влаховић         | Раде Јанковић               |
| Милош Ђорђевић         | Алас Ђока                   |
| Јелена Илић            | Наташа                      |
| Владимир Тагић         | истеривач ђавола            |
| Милан Чучиловић        | Петар Милинчић              |
| Игор Боројевић         | Дејан Лековић               |
| Дамјан Кецојевић       | Борис                       |
| Исидора Симијоновић    | Неда                        |
| Биљана Хржањек         | Станислава                  |
| Љубиша Милишић         | Дарко                       |
| Александар Глигорић    | Маре бајкер                 |
| Љубиша Савановић       | капаџија                    |
| Јасмина Вечански       | Весна                       |
| Милица Стефановић      | Маша                        |
| Владислав Михаиловић   | доктор                      |
| Горан Јевтић           | Стева                       |
| Милован Филиповић      | Буги                        |
| Марија Опсеница        | игуманија                   |
| Ненад Ћирић            | доктор Стошић               |
| Јован Живановић        | гитариста                   |
| Невена Неранџић        | девојка прошлост            |
| Никола Павловић        | басиста                     |
| Наташа Тасић Кнежевић  | Марица                      |
| Даница Недељковић      | ћерка Зорана Лековића       |
| Бранко Перишић         | дилер                       |
| Анђелка Ристић         | Бугијева мајка              |
| Никола Петровић        | младић Милош                |
| Љиљана Живић           | медицинска сестра у заводу  |
| Алиса Лацко            | медицинска сестра у болници |
| Александар Ђинђић      | Пеђа                        |
| Игор Филиповић         | Лале                        |
| Инес Максимовић        | Софија (2)                  |
| Теодора Драгићевић     | Станислава (15)             |
| Срђан Секулић          | позорник прошлости          |
| Александар Вучковић    | Немања                      |
| Адмир Шеховић          | Манки                       |
| Лина Теодоровић        | Бобанова ћерка              |
| Бранка Шелић           | Лазарева мајка              |
| Стефан Тимотеј Калезић | Вид (7)                     |
| Борјанка Љумовић       | Ацина жена                  |
| Новак Билбија          | Слободан                    |
| Марко Грабеж           | Шуле                        |
| Зинаида Дедакин        | Милошева баба               |
| Катарина Жутић         | Драгана                     |
| Вера Велисављевић      | Мирнина ћерка               |
| Милана Никић           | Мина жртва                  |
| Ивана Вуковић          | Мирна                       |
| Кристина Радосављевић  | Тијана, жртва               |
| Дејан Карлечик         | Редар прошлости             |
| Јелена Тркуља          | Изуједана жртва             |
| Лука Абрамовић         | Софијин момак               |
| Татјана Венчеловски    | Побегла жртва               |
| Гордана Ђокић          | Васина ћерка                |
| Јелена Велковски       | Офарбана плавуша            |
| Слободан Бештић        | Маријанин љубавник          |

## Епизоде
| Сезона | Сезона | Епизоде | Епизоде | Оригинално емитовање | Оригинално емитовање | Оригинално емитовање |
| Сезона | Сезона | Епизоде | Епизоде | Премијера            | Финале               | Мрежа                |
| ------ | ------ | ------- | ------- | -------------------- | -------------------- | -------------------- |
|        | 1.     | 10      | 10      | 6. септембар 2020.   | 10. октобар 2020.    | Суперстар ТВ РТС 1   |
|        | 2.     | 11      | 11      | 11. март 2022.       | 3. април 2022.       | Суперстар ТВ РТС 1   |
|        | 3.     | 8       | 8       | 14. септембар 2024.  | 6. октобар 2024.     | Суперстар ТВ РТС 1   |